# Vollenhovia punctatostriata
Vollenhovia punctatostriata é uma espécie de formiga do gênero Vollenhovia, pertencente à subfamília Myrmicinae.